# Centre d'étude du Bouchet
Pour les articles homonymes, voir Bouchet.
Le Centre d'étude du Bouchet est une installation historiquement destinée à la recherche sur l'armement. Le site héberge actuellement l'entreprise ArianeGroup.
L'usine du Bouchet est la première usine française de traitement de minerai d'uranium, de raffinage et conversion de l’uranium, ainsi que de traitement du combustible nucléaire usé, exploitée par le CEA de 1946 à 1971.
Le site du CEA est installé dans une enclave, à l’origine de 6 ha, de la poudrerie du Bouchet, située à Vert-le-Petit dans le département de l'Essonne, à  une quarantaine de kilomètres au sud de Paris, et qui fut également à partir des années 1920 un centre d'études des armements chimiques et biologiques.

## Historique

### 1821: production de munitions
La Poudrerie Nationale du Bouchet a été créée en 1821 à cheval sur les communes de Vert-le-Petit et d'Itteville pour remplacer la Poudrerie d'Essonnes, détruite par une explosion en 1820 et trop proche de zones urbanisées pour que son redémarrage soit envisageable. Initialement consacrée à la fabrication de poudre noire, elle fut une des premières usines à mettre en œuvre de la nitrocellulose (ou coton-poudre), ce qui entraina un très grave accident dès 1848.
En 1866, la Poudrerie est détachée du Service des Poudres et Salpêtres (qui dépendait alors du Ministère des Finances) pour être affectée au Service de l'Artillerie jusqu'en 1934.
La fourniture d'énergie hydroélectrique est permise par la Juine qui traverse la manufacture.

### 1920: recherche sur les armes chimiques

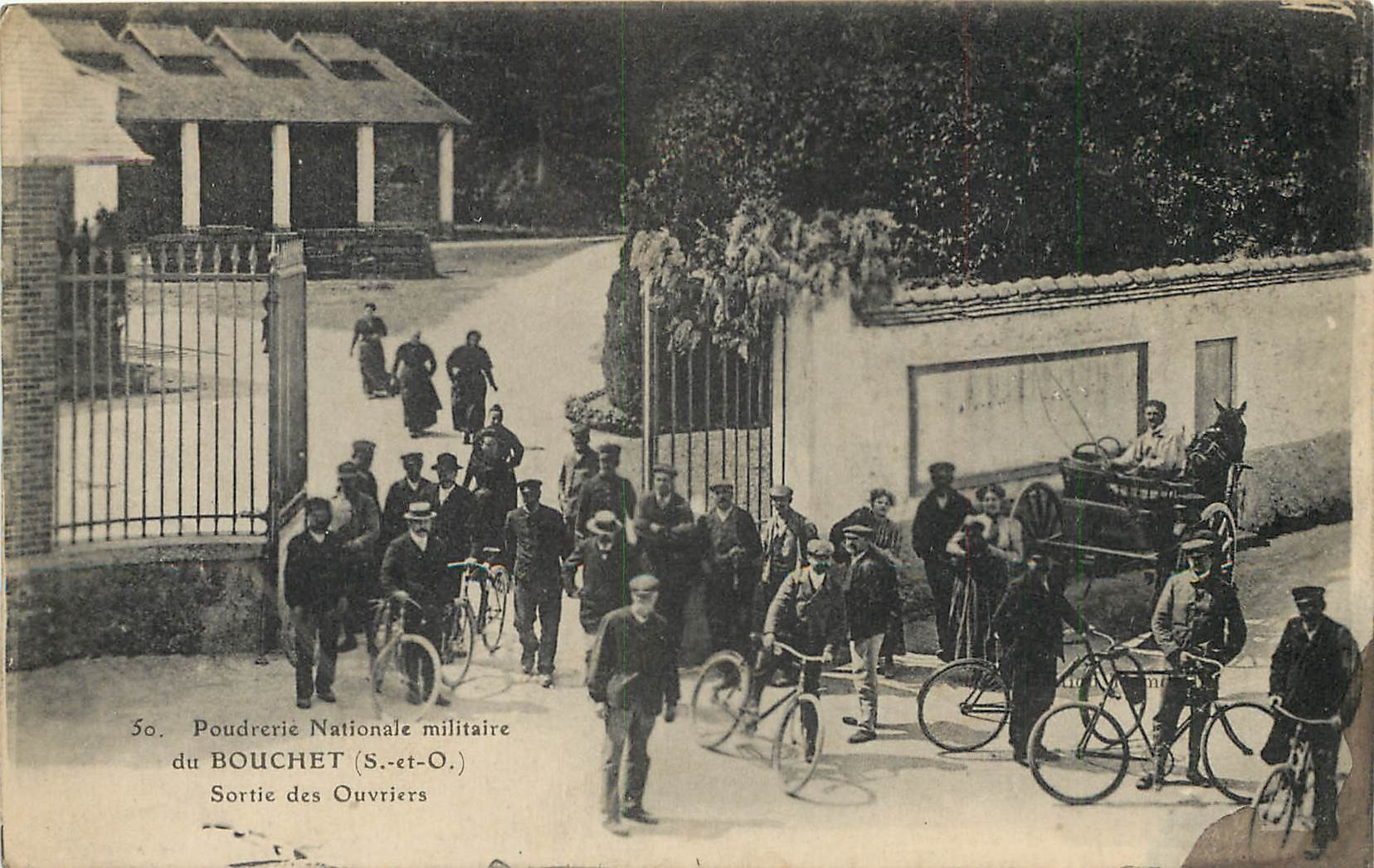
La poudrerie vers 1920

Durant la Première Guerre mondiale, ce furent 5 000 travailleurs, autant femmes qu’hommes, qui produisirent, au Bouchet, des quantités énormes de poudre et de munitions pour les besoins du front. De 1920 à 1940, sans pour autant interrompre totalement la fabrication de munitions classiques, l’établissement orienta une grande partie de son activité vers de nouvelles technologies liées à l’hypothèse d’un conflit où seraient mis en œuvre des procédés chimiques, biologiques et bactériologiques. Pendant cette période, l’emprise des terrains utilisés pour les besoins de la poudrerie et de la station d’essais atteignit 100 ha.

### Installation du Commissariat à l'énergie atomique

#### 1948: production du combustible pour la pile atomique Zoé
Une partie du site est affectée au CEA de 1946. En 1948, le commissariat à l'Énergie atomique (CEA) décide de produire au Bouchet le combustible nucléaire de la pile Zoé, puis de l'uranium métal sous forme de lingots. Les premières fabrications utilisent des stocks de sels d'uranium rassemblés par Frédéric Joliot-Curie à la veille de la Seconde Guerre mondiale et cachés au Maroc pendant l'occupation allemande. En 1948, 8 tonnes d’oxyde d’uranium et 9 tonnes d’uranate de soude d’origine belge ont été épurées pour produire le combustible oxyde d'uranium de la pile Zoé.

#### 1949: extraction du plutonium du combustible usé de Zoé
L'usine retraite également le combustible irradié de la pile Zoé et permet en novembre 1949 l'extraction des premiers milligrammes de plutonium, étape essentielle pour la fabrication de la bombe atomique française. Les responsables de cette séparation sont Bertrand Goldschmidt et ses collaborateurs, Pierre Regnaut, Jean Sauteron et André Chesne. 
Fort de cette première expérience de traitement des combustibles usés, le CEA met en service en 1954 au Fort de Châtillon un petit pilote industriel utilisant le procédé PUREX, puis lance en 1958 la première usine de production de plutonium (UP1) de Marcoule, pour extraire le plutonium des réacteurs G1, G2 et G3.

#### Années 1950: production du combustible pour tous les réacteurs français
L'usine du Bouchet produit sa première tonne d'uranium métal en 1949. L'usine emploie alors une centaine de personnes, pour la plupart des novices[évasif]. Jusqu'en 1959, l'usine assure la production du combustible nécessaire aux piles du Fort de Châtillon (pile Zoé, réacteurs Minerve, Triton et Néréide), Saclay (EL2, Aquilon, EL3 et Proserpine) et Marcoule (G1, G2 et G3). 
Dans les années 1950, la production d'uranium métal augmente progressivement. 51 tonnes d'uranium métal sont produites à l’usine du Bouchet du début de l’année à la fin septembre 1952. Le maximum annuel de 500 tonnes est atteint en 1956. L'année précédente, il est envisagé de construire le premier centre de recherche du CEA dévoué exclusivement aux applications militaires. À la naissance de ce projet, une partie libre de l'usine du Bouchet désignée par le code « Bouchet 2 » ou « B2 » est proposée, en concurrence avec un site sur la commune de Bruyères-le-Châtel (« B3 ») à quelques kilomètres. Le centre désigné sera finalement le second, sous le nom de CEA DIF, utilisé pour concevoir l'arme atomique française. Par la suite, le CEA prend la décision de construire une usine à Malvési pour le raffinage de l'uranium, avec une production limitée dans un premier temps à 1 000 tonnes par an.
En 1955, la Société alsacienne de constructions mécaniques (SACM) démarre la fabrication de combustible nucléaire sur un site industriel d'Annecy qui deviendra la Société industrielle de combustible nucléaire (SICN). En 1957 est créée la Compagnie pour l'étude et la réalisation de combustibles atomiques (Cerca) pour la fabrication à Romans et Pierrelatte du combustible utilisé dans les réacteurs de recherche.

#### Années 1960: expérimentation de nouveaux procédés
Après la mise en service de l'usine de Malvési en 1959, l'usine du Bouchet reste une usine pilote en ce qui concerne le développement de nouveaux procédés chimiques de traitement de l'uranium. Le Bouchet produit plus de 4 000 tonnes d'uranium métal, notamment pour les réacteurs de recherche et les réacteurs à uranium naturel graphite gaz. En 1961, l’usine du Bouchet, devenue le centre du Bouchet, est dirigée par Jacques Mabile. L'usine fabrique également du tétrafluorure d'uranium pour la conversion en hexafluorure d'uranium et enrichissement à l'usine militaire de Pierrelatte.
Le 14 novembre 1969, l'administrateur général du CEA annonce la décision de la fermeture de l'usine du Bouchet, arguant que les besoins en uranium métallique ont considérablement diminué, ainsi que des considérations liées aux facilités de reclassement plus grandes dans la région parisienne
Le 17 novembre 1969, 5 syndicats organisent une grève de protestation contre les licenciements au CEA, 370 emplois sont alors menacés à l'usine du Bouchet.

#### 1971: fermeture du centre du Bouchet du CEA
En 1971, le centre du Bouchet est définitivement fermé et le raffinage de l'uranium est désormais assuré en France par la société Comurhex à l'usine de Malvési (Narbonne, Aude). De 1971 à 1979, le centre du Bouchet fait l'objet d'un démantèlement nucléaire conduit par le Centre d'étude nucléaire de Saclay. 
L'annexe du site du Bouchet, situé à proximité à Itteville dans une ancienne décharge, est utilisée par le CEA entre 1948 et 1971 comme bassin de décantation et aire de stockage,.
Se conformant à un arrêté préfectoral, le CEA recouvre le site en 1993 d'argile compactée, de gravier et de terre arable. 
Le centre CEA de Saclay et l’association « Essonne Nature Environnement » (ENE) conviennent de surveiller l’air, le sol et l'eau sur le site du Bouchet.

### Depuis 1971
Les activités consacrées à la fabrication d'explosifs et de propergols solides sont transférées à la Société nationale des poudres et des explosifs (SNPE), créée en 1971, qui succède au Service des poudres. En 2011, le département SME pour la propulsion est racheté par Safran puis est fusionnée avec Snecma Propulsion Solide pour créer Herakles, qui sera ensuite absorbée dans ArianeGroup. Un établissement de la DGA maîtrise NRBC est également présent sur le site.
En 2014, Safran Composites, filiale de Safran, s'installe sur le site du Bouchet.